# J Records
J Records é uma extinta gravadora norte-americana, pertencente à RCA. Foi dissolvida pela RCA em 7 de outubro de 2011, juntamente com a Jive e a Arista. O fechamento ocorreu devido à reestruturação na RCA Music Group; todos os artistas das três gravadoras passaram a lançar trabalhos pela RCA.

## Artistas
A J Records tem artista como:
- 2 way
- BC Jean[4]

- Nirvana
- Black Buddafly
- D'Angelo
- Gavin DeGraw
- Fantasia
- Jamie Foxx
- Jennifer Hudson
- Hurricane Chris
- I Nine
- Alicia Keys
- Emily King
- Larsiny Family
- Annie Lennox
- Leona Lewis
- Luke and Q
- Barry Manilow
- Mario
- Mashonda
- Daniel Merriweather
- Monica
- Nina Sky
- Paper Boyz[5]
- Mike Posner
- Rhymefest
- Rico Love
- Say Anything
- Drew Sidora
- Silvertide
- Rod Stewart
- Jazmine Sullivan
- Tyrese
- Young Savage
- Yo Gotti